# Хамза (річка)
Хамза (порт. Rio Hamza) — неофіційне іменування підземної течії під руслом Амазонки. Про відкриття «річки» було оголошено в 2011 році. Неофіційна назва дана на честь індійського вченого Валія Хамза, який понад 45 років займався дослідженням Амазонки.

## Опис
Хамза тече на глибині близько 4000 метрів під землею крізь пористі ґрунти паралельно Амазонці. Довжина «річки» становить близько 6000 км. За попередніми підрахунками, ширина Хамзи становить близько 400 км, а витрата води — приблизно 3900 м³/с — це близько 2% від дебіту Амазонки. Швидкість течії Хамзи становить всього декілька метрів на рік. Це ще повільніше, ніж рухаються льодовики, так що річкою її можна назвати досить умовно. Води Хамзи впадають в Атлантичний океан на великій глибині. Вода підземної течії має високий рівень солоності.

## Дослідження
Підземна течія була відкрита вченим Валія Хамза, який проаналізував дані температури з 241 недіючих нафтових свердловин, розташованих у сточищі річки Амазонки. Обчислення виявили горизонтальну течію води на великій глибині. Проводити безпосереднє спостереження течії виявилося складно через його маленької швидкості Хамза.
Докази наявності цієї підземної течії були представлені в 2011 році на 12-му Міжнародному конгресі Бразильського географічного товариства і більш ніде не публікувалися. Вчені пояснили, що результати дослідження є попередніми та докладніші наукові обґрунтування можуть бути представлені в найближчі роки.